# Burgtheater Dinslaken

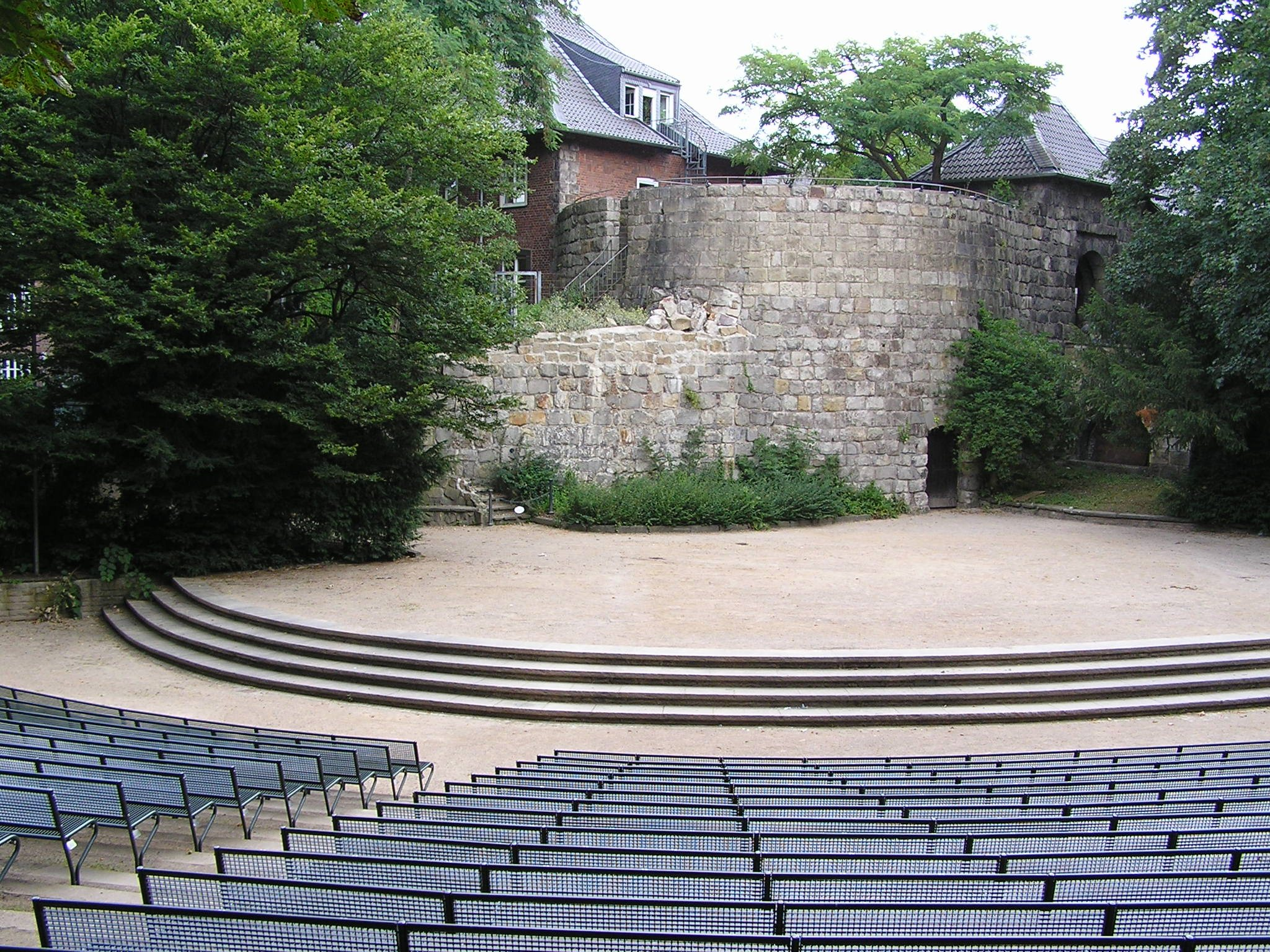
Burgtheater, 2005

Das Burgtheater Dinslaken ist eine 1934 direkt neben der mittelalterlichen Burg unweit der Innenstadt erbaute Freilichtbühne in Dinslaken. Die Tribüne fasst etwa 1.800 Besucher und ist im Halbkreis um die tieferliegende Spielbühne gebogen. Neben den Aufführungen des Landestheaters finden Kabarettabende und Open-Air-Konzerte statt. Während des Stadtfestes „DIN-Tage“ ([S]upport [Y]our [L]ocal [S]cene Festival) und der Kulturwoche „Fantastival“ ist die Burghofbühne ein zentraler Veranstaltungsort.

## Geschichte

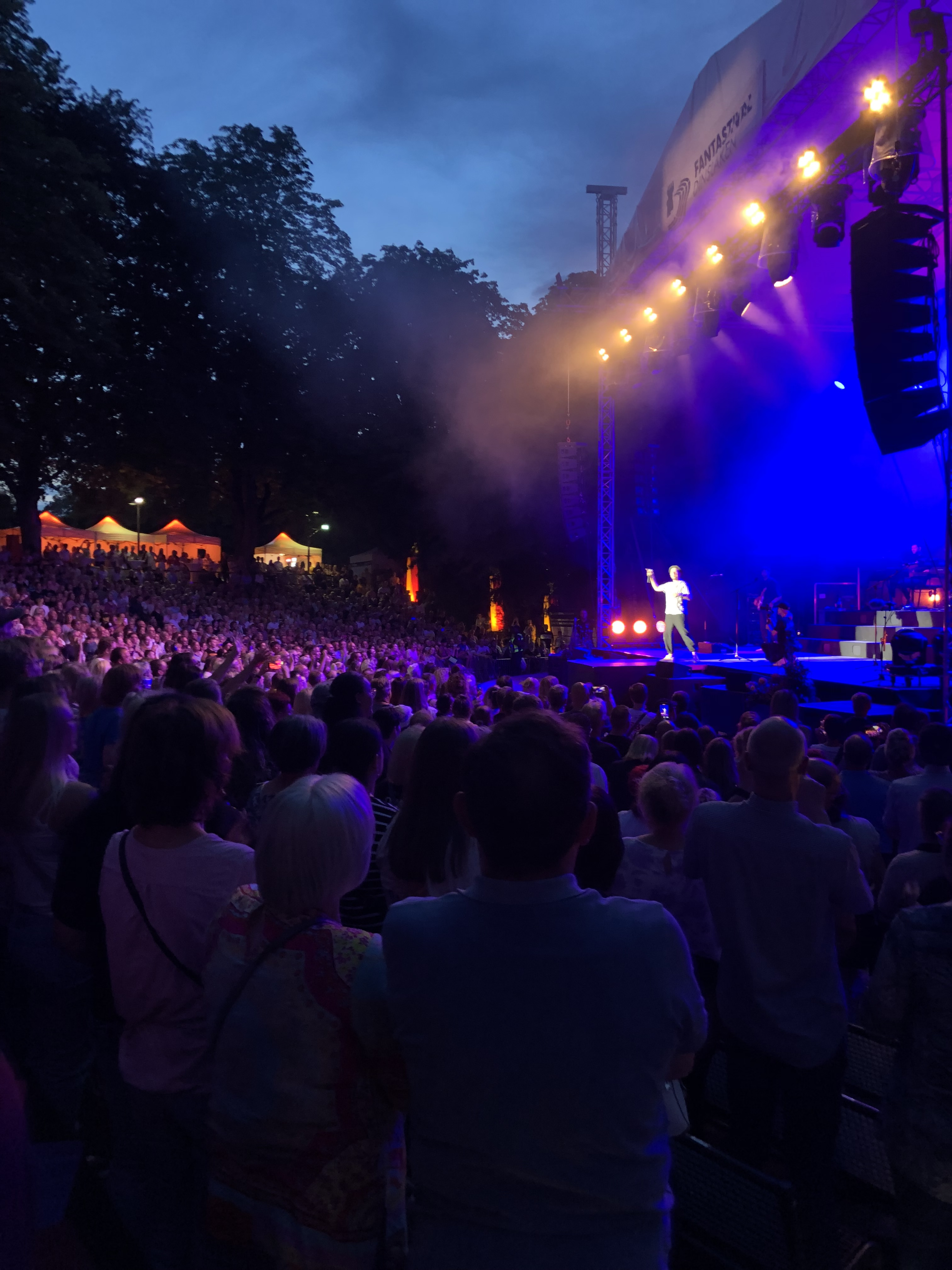
Konzertatmosphäre im Burgtheater

Nach der Einweihung 1934 mit Carl Maria von Webers Oper Preciosa wurde die Bühne bis in die Kriegsjahre mit Saisonfestspielen bespielt. 1945 bei einem Luftangriff zerstört, wurde die Anlage bereits 1946 wieder aufgebaut und zunächst vom Schauspiel Essen und dem Rheinischen Landestheater Neuss als Spielstätte genutzt. Ab 1955 wurde eine freie Schauspielgruppe um Kathrin Türks zur Burghofbühne Dinslaken e. V. umgewandelt, die Aufgaben eines Landestheaters übernahmen und unter anderem das Burgtheater Dinslaken bespielten. Seit 1991 ist dieses Ensemble das vierte Landestheater Nordrhein-Westfalens und nutzt weiterhin das Burgtheater. Im Jahre 1995 schlossen sich Veranstalter und Akteure zusammen, um die nur noch sporadisch genutzte Freilichtbühne wieder mit Leben zu füllen und stärker in das Kulturleben der Stadt Dinslaken zu integrieren. Der Stadtrat beschloss 1998 zur 725-Jahr-Feier der Stadt, die Pläne zu unterstützen und die Infrastruktur des Theaters zu verbessern. Zur Finanzierung der Bühne wurde eine Kleine Aktiengesellschaft gegründet und insgesamt 690 Kulturaktien ausgegeben. Heute wird auf der Bühne ein gemischtes Programm aus Theater, Kabarett und Musikkonzerten präsentiert.